# Герб Ісландії
Герб Ісландії (ісл. Skjaldarmerki Íslands) — один з національних символів Ісландії, прийнятий 1944 року.

## Опис
Герб Ісландії являє собою синій щит, на якому зображений червоний хрест на срібному хресті (у геральдиці білий колір уособлює срібло). Щит тримають четверо покровителів (ісл. landvættir) Ісландії, які стоять на шматку магми. Бик (ісл. Griðungur) — покровитель Південно-Західної Ісландії, орел чи грифон (ісл. Gammur) — Північно-Західної, дракон (ісл. Dreki) — Північно-Східної, велетень (ісл. Bergrisi) — Південно-Східної. Ці покровителі дуже шануються на теренах Ісландії. Покровителі зображуються і на аверсі ісландської крони.
Уряд Ісландії використовує державний прапор з зображенням герба. Поліція Ісландії використовує жовтий прапор з зображенням герба.

## Історія
Упродовж своєї історії Ісландія використовувала декілька гербів.
Перший, імовірно, — щит з шістьма синіми та шістьма срібними смугами. Другий — герб графства Ісландія, подарований королем Норвегії Хааконом IV. Це був щит, верхня половина якого золота, а на нижній — 5 срібних та 7 синіх смуг. На щиті був зображений червоний лев с сокирою, такий як і на гербі сучасної Норвегії.
Близько 1500 року гербом країни стала коронований стокфіск (в'ялена рибина) на червоному щиті.
3 жовтня 1903 року герб Ісландії замінено срібним соколом на синьому фоні. Він використовувався до офіційного прийняття першої версії герба з покровителями 12 лютого 1919 року. Сокіл також зображувався на королівському гербі Данії при королі Кристіані X, адже Ісландська земля входила у склад Данського королівства.

Ісландія до 1262.
Ісландське ярлство з 1262 — XVI ст.
Данська Ісландія XVI — XX ст.
Ісландія 1903 — 1919
Ісландське королівство 1919 — 1944